# Graham Harman
Graham Harman (født d. 9. maj 1968) er en amerikansk filosof og forfatter. Mest kendt er han for sine ideer om objekt-orienteret ontologi, spekulativ realisme og sit arbejde for at modarbejde den sproglige vending i filosofien.
Hans inspirationskilder er redskabsanalysen i Heideggers Væren og tid, Husserls forskel mellem en forenet ting og dens skiftende ydre, Leibniz' monadologi, Alphonso Lingis' begreb om imperativer og "Levels" (se The Imperative). Sidst men ikke mindst den skumle og underjordiske stemning hos horror-forfatteren H.P. Lovecraft (se bogen Weird Realism). Harman har skrevet flere bøger om andre filosoffer, fx Bruno Latour og Quentin Meillassoux. Sammen med Quentin Meillassoux, Iain Hamilton Grant og Ray Brassier er Harman en af de vigtigste filosoffer i den nutidige spekulativ realisme, der er interesseret i at forsvare filosofisk realisme mod udfordringen fra den post-kantianske kritiske idealisme, fænomenologi, postmodernisme, dekonstruktivisme, eller mere bredt udtrykt korrelationisme.

## Filosofi
Gennem Heideggers redskabsanalyse i Væren og Tid, udviklede Harman en tænkning som han kaldte objekt-orienteret ontologi. I denne analyse så han roden til en metafysik, som medtænker objekternes autonome eksistens. I The Third Table skriver han:
| „ | Heidegger har indvendt, at de meste af vores omgang med tingene ikke er et spørgsmål om bevidst erfaring overhovedet. Blodet cirkulerer frit, og køretøjer og gulve fungerer korrekt, indtil disse fejler og derved får vores opmærksomhed. [...] Selv mødet med bordet i praktisk brug udtømmer ikke dets virkelighed. I det ene øjeblik understøtter det trofast brevpressere og vores middagsmad; i det næste kollapser det, og omvælter det hele. Dette viser, at lige som at bordet ikke kunne identificeres med det, vi så, var det heller ikke det samme som det, vi brugte. Det virkelige bord er en ægte virkelighed dybere end noget teoretisk eller praktisk møde med det. | “ |

Harman trækker på fænomenologien i sin tænkning, men kritiserer den som værende mangelfuld, idet den opfatter objekternes uafhængige liv som underordnet vores (menneskelige) omgang med dem. I modstand mod den Kantianske tradition (hvor det er objekterne der retter sig efter erkendelsen) forsøger Harman at ophæve enhver kløft imellem verden og de subjekter der sanser den. I stedet påstår han at alle objekter eksisterer som autonome realiteter og individuelle substanser. Denne forsømte realitet i objekterne anser han som en grobund for at lade metafysikken genopstå på ny.
Ifølge Harman er alt et objekt, hvad enten det er en postkasse, en gas, Skipper Skræk, en skygge eller en solformørkelse. Menneskene selv er ligeså objekter, på samme måde som ild, bomuld eller et træ er det. Dog (med inspiration i fænomenologien) skelner han mellem to kategorier af genstande: virkelige objekter og sensuelle objekter (eller intentionelle objekter), hvilket adskiller hans filosofi fra den flade ontologi hos Bruno Latour.
Harman har kaldt sin ontologi for en realisme uden materialisme, eftersom han ikke tror på at vi har nogen direkte adgang til det virkelige (at der er en absolut adskillelse mellem viden om det virkelige og det virkelige som sådan).